# Buffavento (Burg)
Die Burg Buffavento (vom italienischen buffa di vento – Windstoß) ist die Ruine einer mittelalterlichen Gipfelburg im Pentadaktylos-Gebirge in Zypern.
Sie liegt auf dem gleichnamigen Berggipfel (mit 954 m der zweithöchste Berg im Pentadaktylos) und wird auch Löwenburg (vom griechischen Leontas) genannt, ist neben Kantara und St. Hilarion eine von drei Burgen im Pentadaktylos. Von diesen drei Burgen ist sie diejenige mit dem schlechtesten Erhaltungszustand. Sie liegt auf einer nur sehr schwer zugänglichen steilen Felskuppe in der Nähe der Abtei Bellapais, der Anfahrtweg beträgt etwa 17 km von Kyrenia (Girne) und 28 km von Nikosia. Von der Festung hat man einen grandiosen Ausblick auf die Nordküste Zyperns mit Keryneia, die Mesaoria-Ebene und die Feste St. Hilarion.

## Zugang
Auf der Passhöhe zwischen Girne und Famagusta zweigt der Weg ab, der sich durchwegs am Südhang des Gebirges an lichten Ansammlungen von Pinien-, Lorbeer-, Pistazien- und Johannisbrotbäumen dahinschlängelt. Vom Parkplatz führt ein ca. 7 km langer, holpriger Waldweg, den man auch zu Fuß bewältigen kann, zu einem kleinen Plateau im Schatten eines Olivenbaums. Von hier geht es nur mehr zu Fuß weiter ca. 40 min. steil bergauf zur Burg.

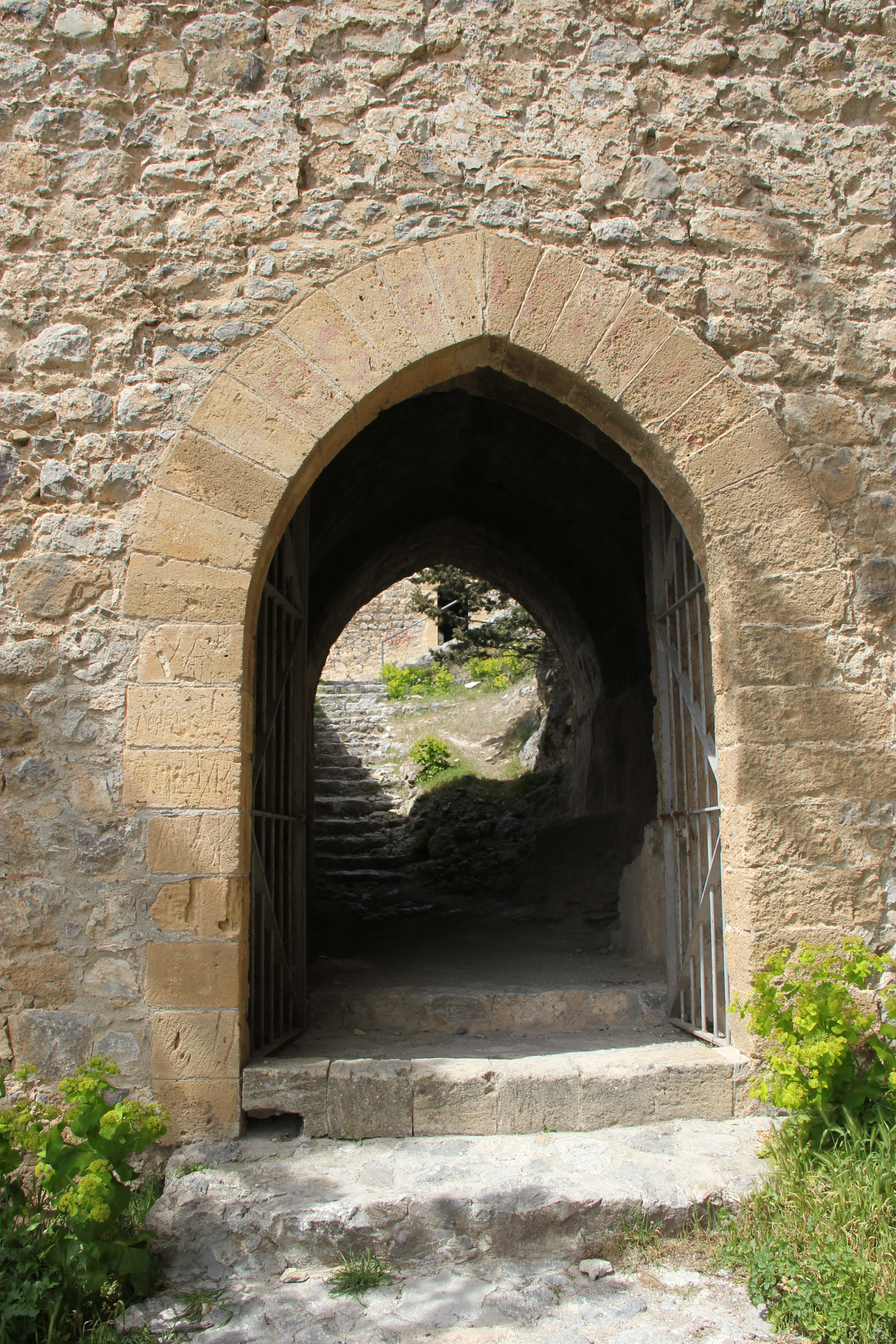
Eingangsturm

## Geschichte
Die Geschichte gleicht der Historie der Burgen Kantara und St. Hilarion, die ebenfalls im 10. Jahrhundert errichtet wurden. Buffavento wurde als mittlere der drei Burgen zur Signalweitergabe verwendet und später auch als Gefängnis genutzt.
Guidos de Lusignan begann nach dem Eintreffen auf Zypern 1191 im Auftrag von Richard Löwenherz die Belagerung der Burg, die aus mangelnder Loyalität zum Statthalter Isaak Komnenos bald in seine Hände fiel. Von Henri II. wurde Buffavento als Gefängnis für seinen Bruder Amalrich und einen Prinzen aus Galiläa aus der Familie d’Ibelin benutzt. Auch Peter I. kerkerte 1368 hier seinen Hofmarschall Jean de Visconte ein. 1385 waren hier auch die der Verschwörung gegen Jakob I. verdächtigten Brüder Perot und Wilmot de Montlif inhaftiert.

## Aussehen

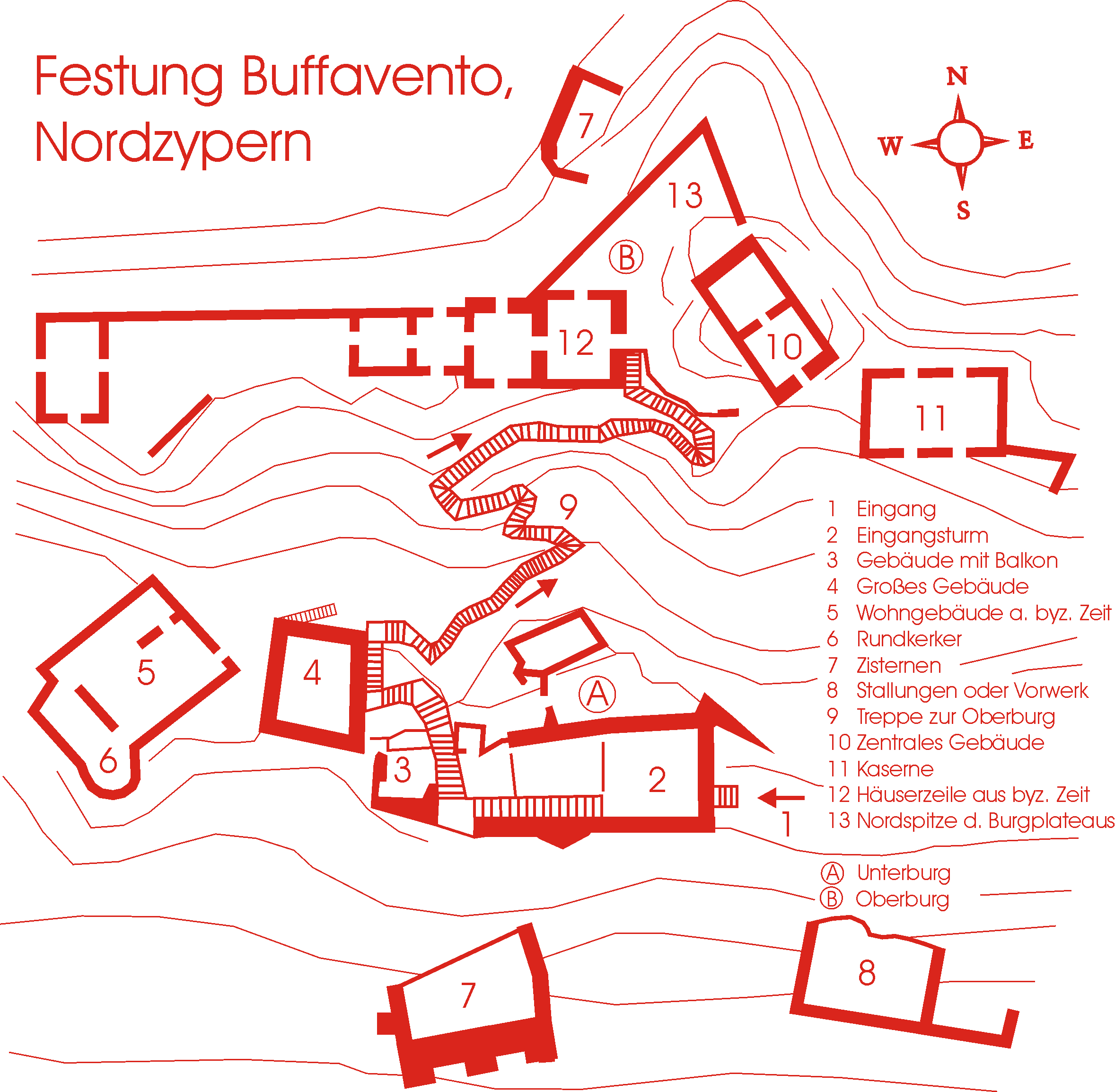
Grundriss der Burgruine Buffavento, Nordzypern

Buffavento weist zwei befestigte Zonen auf, die Oberburg in 954 m Höhe auf dem Gipfel und die Unterburg auf einem etwa 30 m tiefer gelegenen Absatz. Die Festung schmiegt sich eng an den Felsen. Um das Jahr 1000 wurden unter Kaiser Alexios I. (Byzanz) die ersten Gebäude zur Verstärkung der Inselverteidigung errichtet. Es entstanden Wohngebäude, Lagerräume, Zisternen, Wachstuben, Kerker und Beobachtungsplattformen auf dem extrem steilen Gelände, das eine aufwendige Befestigung überflüssig machte. Im 14. Jahrhundert von den Lusignans ausgebaut, diente Buffavento den Machthabern als Fluchtort in Krisenzeiten, Verbannungsort, Staatsgefängnis und auch weiterhin als militärischer Beobachtungs- und Signalposten. Doch schon unter den Lusignans vernachlässigt, wurden die Bauten unter venezianischer Herrschaft geschleift.

### Unterburg
Nach schwierigem Aufstieg kommt man zum Eingangsturm, dem einzigen Zugang zur Burg. 
Die rechte Seite des Eingangsturms ruht auf angrenzendem Fels und im zerklüfteten Innenhof bewahren Stützmauern den Boden vor dem Abrutschen, die früher mit Zinnen bestückte Brustwehr an der Hangkante hat ebenfalls eine Stützfunktion. Zwei grob gemauerte über Treppenstufen zu erreichende Gebäude schließen sich an: ein quadratischer Bau mit Tonnengewölbe bietet einen langen Balkon über dem Abgrund, der größere, zweite Bau mit einem fast 50 m² großen Innenraum weist Öffnungen im Boden auf, vermutlich Zugänge zu Zisternen. Eine dritte Ruine stammt aus byzantinischer Zeit. Vom ursprünglich zweistöckigen Wohngebäude sind noch drei ebenerdige Räume identifizierbar. Ein Runderker formt die Südwestecke unmittelbar am Steilhang des einstigen Prachtbaus (Aussichtspunkt). Die dickwandigen Mauertrümmer einer Zisterne liegen gleich unterhalb des Felsabsturzes, ebenso die Reste eines einstigen Vorwerks oder Stallgebäudes.

### Oberburg
140 Stufen führen zur Oberburg hinauf und überwinden so ca. 30 Höhenmeter im nahezu senkrechten Fels. Ein Handlauf bietet Unterstützung und Halt für die Hände. Die Oberburg ist ein enges Gipfelplateau mit brüchigen, mittelalterlichen Bauten. Bei guter Sicht zeigt sich jenseits der rund 80 km breiten Meeresstraße, der Karamanischen See, das türkische Taurus-Gebirge, auf der anderen Seite die Mesarya-Ebene, Nikosia und das Troodos-Gebirge. Zu beiden Seiten des Buffavento schließen die Gipfel des Pentadaktylos an.
Auf einem mannshohen Felspodest stehen die Überreste eines Bauwerks im Zentrum des Plateaus, vermutlich ein Unterschlupf für Angehörige der königlichen Familie. Von den angrenzenden Gebäuden sind nur noch die Grundmauern geblieben, vermutlich die Kaserne für die Wachmannschaft der Oberburg. Auf der Nordseite ziehen sich Reste von vier Räumen aus byzantinischer Zeit den Abgrund entlang. Wie eine Aussichtsterrasse liegt die nördliche Spitze des Plateaus über dem Steilhang, gleich unterhalb, in das steinige Gelände eingepasst, liegt eine weitere Zisterne.